# Billabong (tøjmærke)
 For alternative betydninger, se Billabong. (Se også artikler, som begynder med Billabong)
Billabong blev startet i 1973 i Australien af Gordon og Rena Merchant, som begyndte at producere håndlavede boardshorts hjemme i deres lejlighed. Siden da er Billabong vokset til at være et verdenskendt mærke, som sælges over hele verden og siden da har kunnet præsentere en kollektion bestående af meget mere end bare boardshorts, selvom den i dag er den klart vigtigste artikel fra Billabong.
Billabongs produkter udmærker sig hovedsageligt inden for surfing, skiing og skating.
| Firma | Spire Denne artikel om et firma eller en virksomhed er en spire som bør udbygges. Du er velkommen til at hjælpe Wikipedia ved at udvide den. |